# Kremnivka, Krasnohvardiiske
Kremnivka (în ucraineană Кремнівка) este un sat în comuna Petrivka din raionul Krasnohvardiiske, Republica Autonomă Crimeea, Ucraina.

## Demografie
Componența lingvistică a localității Kremnivka
     Rusă (73%)
     Ucraineană (13,26%)
     Tătară crimeeană (12,14%)
     Alte limbi (0,32%)
Conform recensământului din 2001, majoritatea populației localității Kremnivka era vorbitoare de rusă (73%), existând în minoritate și vorbitori de ucraineană (13,26%) și tătară crimeeană (12,14%).